# Quận Dunklin, Missouri
Quận Dunklin là một quận thuộc tiểu bang Missouri, Hoa Kỳ. Theo điều tra dân số năm 2000 của Cục điều tra dân số Hoa Kỳ, quận có dân số người 2. Quận lỵ đóng ở 6

## Địa lý
Theo Cục điều tra dân số Hoa Kỳ, quận có tổng diện tích km2, trong đó có km2 là diện tích mặt nước.

## Thông tin nhân khẩu
Theo điều tra dân số 2 năm 2006, đã có 43.154 người, 13.411 hộ gia đình, và 9.159 gia đình sống trong quận hạt. Mật độ dân số là 61 người trên một dặm vuông (23/kmТВ). Có 14.682 đơn vị nhà ở với mật độ trung bình 27 trên một dặm vuông (10/kmТВ). Cơ cấu dân tộc của cư dân sinh sống ở quận này bao gồm 88,64% người da trắng, 8,68% da đen hay Mỹ gốc Phi, 0,31% người Mỹ bản xứ, 0,27% châu Á, Thái Bình Dương 0,01%, 1,03% từ các chủng tộc khác, và 1,06% từ hai hoặc nhiều chủng tộc. Khoảng 2,49% dân số là người Hispanic hay Latino thuộc một chủng tộc nào. Trong số các ancestries lớn đầu tiên được báo cáo trong Dunklin County được 38,8% của Mỹ, 10,6% người Ailen, Đức 8,2%, và 7,5% người gốc Anh, theo điều tra dân số năm 2000.
Có 13.411 hộ, trong đó 31,30% có trẻ em dưới 18 tuổi sống chung với họ, 51,60% là đôi vợ chồng sống với nhau, 13,20% có nữ hộ và không có chồng, và 31,70% là "không gia đình." Trong tất cả các hộ gia đình, 28,10% bao gồm các cá nhân và 14,00% đã sống một người nào đó một mình 65 tuổi hoặc cao tuổi hơn. Cỡ hộ trung bình là 2,42 và cỡ gia đình trung bình là 2,94.
Dân số của quận, 26,00% dưới 18 tuổi, 8,10% là 18-24, 26,00% là 25-44, 23,50% là từ 45 đến 64, và 16,50% là người từ 65 tuổi trở lên. Độ tuổi trung bình là 38 năm. Đối với mỗi 100 nữ có 89,60 nam giới. Đối với mỗi 100 nữ 18 tuổi trở lên, đã có 85,10 nam giới.
Thu nhập trung bình cho một hộ gia đình trong đã đạt mức USD 30.927, và thu nhập trung bình cho một gia đình là USD 38.439. Phái nam có thu nhập trung bình USD 27.288 so với 18.142 USD của phái nữ. Thu nhập bình quân đầu người là 16.737 USD. Có 19,40% gia đình và 24,50% dân số sống dưới mức nghèo khổ, bao gồm 33,90% những người dưới 18 tuổi và 21,30% của những người 65 tuổi hoặc hơn.